# Óscar Estrada
Óscar Leiva Estrada (1974) es un guionista, novelista, periodista y abogado hondureño, fundador y editor en jefe de la editorial Casasola LLC. Ha participado como guionista en diversos proyectos audiovisuales como largometrajes, cortometrajes, series de televisión y radio dramas. También es conocido por haber sido portavoz de HRN durante el juicio contra Juan Antonio “Tony” Hernández en Nueva York, Estados Unidos.
En su obra ha tratado temas de política, migración, crimen organizado y cultura, donde busca retratar una visión completa de Centroamérica y su relación con Estados Unidos para contribuir con una comprensión profunda de lo que sucede en América Latina. Estrada complementa su formación literaria con una educación en cine y televisión, el Derecho e Historia.
En 2008 dirigió el largometraje El Porvenir. Ha publicado Honduras, crónicas de un pueblo golpeado (2013), la novela Invisibles (2012), una colección de cuentos El Dios de Víctor y otras herejías (2015), El Pescador de Sirenas (2019), y recientemente Tierra de narcos: cómo las mafias se apropiaron de Honduras (2021).

## Antecedentes
Para su formación como guionista, en 2001 se especializó en guion de ficción en la Escuela Internacional de Cine y TV (EICTV) de La Habana, Cuba. Posteriormente, en 2011 obtuvo el título de abogado en la Universidad Tecnológica de Honduras (UTH) en la ciudad de Tegucigalpa, Honduras.
Desde 2004 hasta 2007 trabajó como guionista de televisión educativa para Televisión Canal 48, como responsable del área de Historia y Estudios Sociales. En 2006 se convirtió en director de la Escuela de Radio de la Asociación Cultural Arte Acción, siendo el encargado de la formación en producción de radio y generación de contenidos con jóvenes de zonas marginales de Tegucigalpa.
En 2012 fundó la editorial estadounidense Casasola LLC, con sede en Washington D. C., donde actúa como gestor, editor y director. La editorial cuenta con una carpeta de más de 50 publicaciones de literatura centroamericana e hispanoamericana de ficción, no ficción y poesía.
Asimismo, entre 2014 y 2016, fungió de coordinador de Escuela de Formación Política, como parte del Proyecto del Colectivo Josefa Lastiri con el apoyo de la Agencia de Cooperación del Pueblo Noruego APN, siendo capacitador para organizaciones del movimiento popular. En abril de 2016 fundó el periódico digital El Pulso contribuyendo con las funciones de escritor, investigador, editor, media mánager para redes sociales y director hasta 2019.

## Obras literarias

### Invisibles, una novela de migración y brujería
Novela publicada en 2012 por Casasola Editores. Su segunda edición se lanzó a finales de 2021. 
Elena no quería irse del país y a los 70 años tuvo que emigrar a los Estados Unidos para buscar a su nieta. Tomy, la amiga bruja, encontrará la fórmula mágica para hacerse invisible y le ayudará a pasar al otro lado de la frontera. En una historia que une la más cruda realidad de Centro América, desde la pobreza extrema que obliga a la migración, pasando por la persecución estatal y las dictaduras; hasta llegar a un mundo lleno de magia y fantasía, en donde los cuentos de los abuelos se mezclan con las mentiras oficiales, Invisibles nos cuenta la historia de una familia de mujeres que encuentran en el amor la fuerza que necesitan para sortear las barreras que los estados imponen a las personas, líneas divisoras que al igual que Elena y Tomy son: Invisibles.

### Honduras: Crónicas de un pueblo golpeado
Consiste en una colección de análisis e historias de la Resistencia Popular en contra del Golpe de Estado de 2009 en Honduras. Publicada en 2013 por Casasola Editores, en coedición con editorial LACASA de la Universidad de Houston, Texas.
Cuando en la madrugada del 28 de junio me llamaron para informarme del Golpe de Estado que estaba en ejecución, yo no lo podía creer. Como todos en el país, pensaba que los golpes de estados eran acciones desesperadas del pasado, creía que había un mínimo de interés en los grupos de poder de fortalecer y preservar la institucionalidad por la que la sociedad había trabajado más de 30 años. –Frente a la presidencial se está agrupando la gente –me dijeron–, este golpe lo vamos a revertir. Tomé mi cámara de vídeo y me fui a la Presidencial, para tomar notas, para vivir ese acontecimiento inédito en nuestra historia. Así nació este libro. Originalmente estas crónicas fueron publicadas por los canales electrónicos: Facebook, hablahonduras.com, redes de correo electrónico y reproducidas en Inglés en Quotha.net y otros blogs. La idea era romper el cerco mediático que desde los medios hondureños se había impuesto e informar al mundo de lo que en Honduras estaba pasando. Estas son crónicas escritas, en su mayoría, hechas desde la calle y al calor de los acontecimientos. Rescatarlas es hacerle un homenaje a todos los hombres y mujeres, los mártires que vi caer, en el transcurso de esos días.

### El Dios de Víctor y otras herejías, colección de cuentos
Colección de cuentos publicada en 2015 por Casasola Editores.
Cada historia de esta colección, tiene un dios que la rige. El Dios de Víctor no es el único dios. Y el hereje, al final, elige por sí mismo.

### El pescador de sirenas, la vida poética de Juan Ramón Molina
Novela publicada en 2019 por Casasola Editores. El pescador de sirenas es una novela de ficción ambientada en la Tegucigalpa de finales del siglo XIX donde vivió Molina, el poeta hondureño que, junto a Rubén Darío, ha sido considerado el más grande poeta del modernismo centroamericano.
Un diplomático se entera de la muerte de Molina (a quien conoció de joven y admiró), y decide emprender una investigación sobre los pormenores de la muerte del poeta. En el transcurso de su viaje investigativo, descubre los detalles de la “fantástica” y azarosa vida de un poeta excepcional, en un país convulsionado por la política y la guerra.

### Tierra que vivo (2016-2019)
Colección de artículos de investigación periodística en Honduras. Publicada en 2020 por Casasola Editores..
El periodismo hondureño de los últimos cuarenta años ha narrado muy poco. Atrás quedaron las páginas de Juan Ramón Molina en El Cronista, que exploraban la vida nacional, ironizando la doble moral de los poderosos. Atrás también quedaron las crónicas de Inés Navarro, Rómulo Durón, Froylán Turcios, Luis Andrés Zuñiga, Jeremías Cisneros y Mariano Vasquez, todas a principios del siglo XX, así como las de Ventura Ramos y Medardo Mejía, los últimos maestros a mediados del siglo, quienes inspiraron nuestro trabajo y a quienes les dedicamos este libro que contiene 4 años de trabajo de investigación periodística en Honduras.

### Tierra de narcos: cómo las mafias se apropiaron de Honduras
Publicada por Casasola Editores en 2021.
Óscar Estrada va, en este libro, a donde muchos otros nunca fueron —y tendrán buenas razones para no querer hacerlo—. Su estudio de años hizo posible contarnos la historia del narcotráfico en Honduras, desde la perspectiva de alguien inmerso en el negocio, sustentando la entrevista con documentación de prensa y reportes judiciales. Esta es una historia real y, ahora, una obra de referencia muy necesaria que muestra con mucho detalle cómo los narcos fueron ganando terreno en Honduras, y cómo la supuesta guerra contra las drogas ha provocado que la violencia aumente exponencialmente, ensañándose en los más pobres (países y ciudadanos). Nos explica cómo las redes transnacionales de narcotráfico solo pueden ser sostenidas con la ayuda de funcionarios estatales, tanto de Honduras como de Estados Unidos, desde los niveles policiales más bajos hasta los más altos.

## Guionista

### Cortometrajes

#### 72 horas(2003)
Cortometraje educativo sobre el uso de las pastillas anticonceptivas de emergencia PAE, creado para uso en clínicas de Ashonplafa, bajo la dirección de Katia Lara, la producción de Servio Tulio Mateo, fotografía de Andrés Papousek y sonido de Julio Molina. Este audiovisual fue prohibido por el gobierno de Honduras en 2009.

#### Vuelve con nosotros(2017)
Una producción de Cabeza Hueca Films, donde Estrada trabajó el guion y Mario Ramos dirigió. Basado en el cuento Paternidad del libro El Dios de Víctor y otras herejías (Escrito por Óscar Estrada).
Sinopsis: Óscar se enfrenta a lo que puede ser su peor pesadilla; una noche cualquiera y ante sus amigos, unos niños de la calle llegan a él y le dicen las palabras que han de cambiarle la vida: “Vuelve con nosotros”.

### Largometrajes

#### El Porvenir(2008)
Documental de 62 minutos sobre la masacre de la cárcel de El Porvenir en la ciudad de La Ceiba en 2003. Escrita y dirigida por Óscar Estrada, producida por Servio Tulio Mateo, la cámara de Andrés Papousek, el sonido de Julio Molina Montenegro y la edición de Katia Lara. Una producción de Marabunta Films.

#### La Condesa(2020)
Una producción hondureña-estadounidense de Cabezahueca Films, dirigida por Mario Ramos. La producción estuvo a cargo de Juan Pablo Vacatello y Ana Martins. La cinta fue rodada en Washington D. C. y dentro del elenco se encuentran Sebastián Stimman, Hannia Guillén, Gonzalo Trigueros, Soraya Padrao, Diana Pou, Luz Nicolás, Peter Pereyra y el debut actoral de Yaritza Owen. La cinta, guion original de Óscar Estrada, se ha presentado en festivales de las ciudades de Chicago, California y São Paulo, entre otros.
Sinopsis: Lo que sería un fin de semana de descanso para los hermanos Felipe y Eduardo en la antigua casa de la abuela, junto a sus novias, terminó sumiéndolos en una pesadilla al descubrir el secreto más oscuro de la familia; un secreto que por generaciones estuvo oculto en La Condesa.

## Radio

### La Finiquita de Aquilino(2003)[23]
Radio drama transmitido en el marco de la campaña «Sin café no hay mañana» de la Central de Cooperativas Cafetaleras de Honduras, con el objetivo de dar a conocer la realidad del sector cafetalero en Honduras y promover, como respuesta política a la crisis, la organización cooperativista dentro de las comunidades conformadas por pequeños productores del café hondureño. Estrada cumplió el papel de guionista bajo la dirección de Katia Lara.

### Cosas Que Pasan(2006)
En 2006, Trocaire financió para la asociación cultural Arte Acción, el proyecto de radio "Cosas que pasan", tres radio dramas de 5 capítulos cada uno, con una duración de 10 minutos por capítulo, sobre juventud urbana, salud sexual reproductiva y violencia social, realizado con jóvenes de Amarateca, uno de los barrios más violentos y marginados de Tegucigalpa, Honduras. La producción fue una mezcla de discusión política con improvisación. Cosas que pasan se trasmitió por Vox FM una vez por semana con debate en vivo.

### Que Ondas con tu Vida(2006-2008)
Proyecto de radio de Ashonplafa y Entre Jóvenes, con el financiamiento de PCI International que consistió en un radio drama de tres temporadas sobre salud sexual reproductiva para jóvenes. Se trabajó con un grupo de jóvenes de secundaria tratando temas de salud sexual y reproductiva enfocado para adolescentes. La primera y tercera temporada tuvieron 16 capítulos de 10 minutos, la segunda temporada contó con 26 episodios.

### Ergo Sum(2011)
Programa de radio en línea de 2011, producido para el Centro Cultural España de Tegucigalpa, con la producción en cabina de Andrés Papousek. Estrada cumplió el papel de guionista y director, así como el papel de presentador junto a Mayra Oyuela.